# Олонецкие губернские ведомости
«Оло́нецкие губе́рнские ве́домости» («Олонецкія губернскія вѣдомости») — газета, издававшаяся губернским правлением в городе Петрозаводске с 1838 по 1917 год. Периодичность: до 1868 года — один раз в неделю, позже — два раза, а с 1900 года — три раза в неделю. Печаталась в олонецкой губернской типографии.

## История
Издание газеты «Олонецкие губернские ведомости» осуществлялось в рамках создания системы провинциальной официальной прессы.

В 1830 году вышло "Положение об издании «Губернских ведомостей» «в виде опыта» в 6 губерниях, а в 1837 году «Положение о порядке производства дел в губернских правлениях» обязало каждое губернское правление приступить к выпуску газеты, и с января 1838 года губернские «Ведомости» стали выходить в 42 губерниях, в том числе и в Олонецкой. Первый главный редактор — А. М. Рудницкий. Тираж в 1838 году — 308 экземпляров. Печаталась газета в Олонецкой губернской типографии.
Структура и содержание «Ведомостей» были строго регламентированы правительственной программой.

Газета состояла из официальной и неофициальной частей.

Документы официального характера составляли официальную часть, а в неофициальной части (раздел «Прибавления» с 1840 года) разрешалось размещать известия о происшествиях, о рыночных ценах, урожаях и ярмарках, о судоходстве, «о состоянии как казённых, так и частных значительнейших фабрик и заводов; о способах улучшения сельского хозяйства и домоводства; о состоянии промыслов и торговли в губернии; об открытии в губернии новых учебных заведений; о находимых в губернии монетах и иных древностях; о замечательных в губернии чрезвычайных явлений по всем царствам природы; разные исторические сведения о губернии», а также «помещение статей исторических, географических, археологических и других,<…> относящихся более или менее до нации». С февраля 1847 года в неофициальной части была разрешена публикация платных частных объявлений (о продаже, сдаче внаймы, об оказываемых услугах и прочее). «Прибавления» выходили 21 раз в год и имели своего редактора, в разное время раздел «Прибавления» редактировали С. А. Раевский, А. А. Ласточкин, А. И. Иванов, А. М. Рудницкий, И. И. Благовещенский.
Число подписчиков было непостоянным: 50—55 человек (1840—1841 гг.), 20 (1845), 40 (1851), 73 (1852), 110 (1860), около тысячи подписчиков в 1900 году. Кроме частных лиц газету выписывали губернские казённые учреждения.
Выпуск газеты прекращён согласно постановлению исполнительного комитета Олонецкого губернского совета крестьянских, рабочих и красноармейских депутатов № 1 от 12 января 1918 года.

## Редакторы
С 1845 по 1864 год — Александр Иванович Иванов.

## Указатели
- Указатели к «Олонецким губернским ведомостям» Архивная копия от 24 марта 2012 на Wayback Machine.
- Виноградов Н. Фольклор Карелии: библиографический указатель материалов по фольклору, содержащихся в местных изданиях бывшей Олонецкой губернии (1838—1917). — Петрозаводск, 1937 Архивная копия от 6 марта 2014 на Wayback Machine